# 北大阪急行電鉄南北線
南北線（なんぼくせん）は、大阪府吹田市の江坂駅から箕面市の箕面萱野駅までを結ぶ北大阪急行電鉄の鉄道路線である。
本稿では、1970年（昭和45年）に吹田市で開催された日本万国博覧会（万博）開催期間中に限り会場へのアクセス路線として営業していた会場線（東西線、万博線とも呼ばれた）についても述べる。

## 概要
1970年2月24日に大阪万博の会場アクセス路線として開業した。大阪府北部の北摂地域を走る路線の一つで、千里中央駅から桃山台駅にかけての沿線に広がる千里ニュータウンと大阪市中心部を結んでおり、起点の江坂駅から大阪市高速電気軌道 (Osaka Metro)の御堂筋線（江坂駅 - 中百舌鳥駅間）と相互直通運転を行い、新幹線乗り換え駅の新大阪駅や大阪市中心部の梅田駅、難波駅、天王寺駅へ乗り換えなしでアクセスできる。事実上、御堂筋線の延長線として建設されており、ダイヤも御堂筋線と一体化していることから、別会社ではあるものの御堂筋線の延長部として認識されている面がある。
千里丘陵と呼ばれる丘陵地帯を南北に貫いている。全線が立体交差化されているため踏切は一つもない。千里中央駅付近を除いて新御堂筋の上下車線の間を通っている。2024年3月23日に千里中央駅から箕面萱野駅まで延伸開業したが（「延伸事業」を参照）、この区間は新御堂筋の東側を通っている。
旅客案内において正式な路線名称で案内されることはほとんどなく、一般的に「北大阪急行線」あるいは「北急線」の呼称が使われている。上り（南）方面の列車については、行先では「新大阪・梅田・なんば・天王寺方面なかもず行き」のように案内されている。延伸区間開業前は、駅の案内では江坂駅を除いて上り（南）方面の列車を「大阪市内行」としていた。
駅ナンバリングを構成する路線記号はMで、番号は相互直通運転している御堂筋線と一体で振られている（御堂筋線と接続する江坂駅を11とし、そこから10, 09, と番号を減らす方式）。南北線のサインシステムでは御堂筋線と同じ赤地に白抜き（ M ）で統一されているが、発車標やOsaka Metroの案内では江坂駅を除いて白地に赤文字（ M ）で描かれている。
車両については「北大阪急行電鉄#車両」を参照。
万博開催期間中の大量輸送により建設費を全て償還できたことから、江坂駅 - 千里中央駅間については初乗り運賃がJRや在阪の大手私鉄と比べて低廉に抑えられている。一方、箕面船場阪大前駅または箕面萱野駅を発着とする区間の運賃には加算運賃として60円が上乗せされる（北大阪急行電鉄#運賃も参照）。

## 路線データ
- 路線距離（営業キロ）：8.4 km
- 軌間：1435 mm[1]
- 駅数：6駅（起終点駅含む）
- 複線区間：全線
- 電化区間：全線電化（直流750 V・第三軌条方式）
- 閉塞方式：自動閉塞式
- 最高速度：70 km/h
- 最大勾配：35 ‰[1]
- 最小曲線半径：197.5 m[1]
- 車両基地：桃山台車庫（緑地公園駅 - 桃山台駅間の西側に所在）
- 編成両数：10両（1995年 - ）
  - 2023年現在、日本の第三軌条路線で7両編成以上で運行されているのは当路線と直通先のOsaka Metro御堂筋線だけである。

南北線は江坂駅 - 箕面船場阪大前駅間が鉄道事業法に基づく鉄道路線、箕面船場阪大前駅 - 箕面萱野駅間が軌道法に基づく軌道路線である。

## 運行形態
全列車が江坂駅からOsaka Metro御堂筋線と相互直通運転しており、ダイヤは御堂筋線と一体化されている。線内で折り返す列車は存在しない。原則として江坂駅 - 箕面萱野駅間を通しで運行しており、途中駅を発着する列車は初発の千里中央発中百舌鳥行きの1本のみである。御堂筋線に直通する列車は原則として中百舌鳥駅発着であり、中百舌鳥駅発着ではないのは初発と平日夜間に設定されている天王寺発箕面萱野行き、平日朝夕と休日朝に設定されている新金岡発箕面萱野行き、平日朝と夜間、休日朝に設定されている箕面萱野発天王寺行きのみである。なお、ダイヤ混乱時に御堂筋線内が運休になった場合でも江坂駅までの自社線内の折り返し運転はせず一緒に運休となる。
列車の運転間隔は「Osaka Metro御堂筋線#運行形態」を参照。
かつては平日朝ラッシュ後に千里中央発新金岡行き（中百舌鳥検車場へ入庫を兼ねた運転）1本、我孫子駅始発の千里中央行きが数本設定されていたが、2015年（平成27年）3月のダイヤ改正で廃止された。また、朝ラッシュ時には新金岡発千里中央行きや2015年3月ダイヤ改正以降は休日ダイヤのみ、夕方に天王寺発千里中央行きが1本存在していたが、これらも2018年3月のダイヤ改正で廃止となった。終電には唯一の線内完結列車であった千里中央発江坂行き（江坂駅で同駅発中百舌鳥行き終電に接続）が設定されていたが、2020年10月31日のダイヤ改正で千里中央発中百舌鳥行きに統合されたため、線内完結列車は消滅した。この列車はOsaka Metroの車両が充当され、江坂駅到着後大国町駅まで回送されていた。同改正で新金岡発千里中央行きが再度設定された。
乗り入れ先の御堂筋線とともに、平日は6号車に女性専用車両を終日設定している。
| 編成図                                                                                        |           |       |       |       |       |       |       |       |        |
| ←中百舌鳥・江坂                                                                               | 箕面萱野→ |       |       |       |       |       |       |       |        |
| \| 1号車 \| 2号車 \| 3号車 \| 4号車 \| 5号車 \| 6号車 \| 7号車 \| 8号車 \| 9号車 \| 10号車 \| |           |       |       |       |       |       |       |       |        |
| 1号車                                                                                         | 2号車     | 3号車 | 4号車 | 5号車 | 6号車 | 7号車 | 8号車 | 9号車 | 10号車 |

## 利用状況

### 輸送実績
南北線の輸送実績を下表に記す。
表中、輸送人員の単位は万人。輸送人員は年度での値。表中、最高値を赤色で、最高値を記録した年度以降の最低値を青色で、最高値を記録した年度以前の最低値を緑色で表記している。
| 年度別輸送実績     | 年度別輸送実績                   | 年度別輸送実績                   | 年度別輸送実績                   | 年度別輸送実績                   | 年度別輸送実績 |
| 年度               | 輸送実績（乗車人員）：万人／年度 | 輸送実績（乗車人員）：万人／年度 | 輸送実績（乗車人員）：万人／年度 | 輸送実績（乗車人員）：万人／年度 | 特記事項       |
| 年度               | 通勤定期                         | 通学定期                         | 定期外                           | 合計                             | 特記事項       |
| ------------------ | -------------------------------- | -------------------------------- | -------------------------------- | -------------------------------- | -------------- |
| 1985年（昭和60年） | 3409.4                           | ←←←←                             | 2305.8                           | 5715.2                           |                |
| 1986年（昭和61年） | 2924.4                           | 628.2                            | 2370.5                           | 5923.1                           |                |
| 1987年（昭和62年） |                                  |                                  |                                  |                                  |                |
| 1988年（昭和63年） |                                  |                                  |                                  |                                  |                |
| 1989年（平成元年） | 3839.9                           | ←←←←                             | 2400.8                           | 6240.7                           |                |
| 1990年（平成2年）  | 3842.3                           | ←←←←                             | 2590.7                           | 6433.0                           |                |
| 1991年（平成3年）  | 3921.5                           | ←←←←                             | 2758.3                           | 6679.8                           |                |
| 1992年（平成4年）  | 3967.8                           | ←←←←                             | 2813.7                           | 6781.5                           |                |
| 1993年（平成5年）  | 3923.9                           | ←←←←                             | 2838.5                           | 6762.4                           |                |
| 1994年（平成6年）  | 3849.4                           | ←←←←                             | 2846.4                           | 6695.8                           |                |
| 1995年（平成7年）  | 3856.0                           | ←←←←                             | 2903.8                           | 6759.8                           |                |
| 1996年（平成8年）  | 3750.4                           | ←←←←                             | 2917.4                           | 6667.8                           |                |
| 1997年（平成9年）  | 3706.1                           | ←←←←                             | 2842.2                           | 6548.3                           |                |
| 1998年（平成10年） | 3076.9                           | 525.5                            | 2751.2                           | 6353.6                           |                |
| 1999年（平成11年） | 3493.1                           | ←←←←                             | 2706.4                           | 6199.5                           |                |
| 2000年（平成12年） | 3381.9                           | ←←←←                             | 2671.8                           | 6053.7                           |                |
| 2001年（平成13年） | 3316.3                           | ←←←←                             | 2623.9                           | 5940.2                           |                |
| 2002年（平成14年） | 3225.4                           | ←←←←                             | 2597.9                           | 5823.3                           |                |
| 2003年（平成15年） | 3195.3                           | ←←←←                             | 2534.3                           | 5729.6                           |                |
| 2004年（平成16年） | 2707.2                           | 462.7                            | 2455.2                           | 5625.1                           |                |
| 2005年（平成17年） | 3166.6                           | ←←←←                             | 2461.2                           | 5627.8                           |                |
| 2006年（平成18年） | 3070.9                           | ←←←←                             | 2549.3                           | 5620.2                           |                |
| 2007年（平成19年） | 3046.8                           | ←←←←                             | 2594.6                           | 5641.4                           |                |
| 2008年（平成20年） | 3025.0                           | ←←←←                             | 2630.2                           | 5655.2                           |                |
| 2009年（平成21年） | 2499.6                           | 428.0                            | 2572.5                           | 5500.1                           |                |
| 2010年（平成22年） | 2862.3                           | ←←←←                             | 2596.3                           | 5458.6                           |                |
| 2011年（平成23年） |                                  |                                  |                                  |                                  |                |
| 2012年（平成24年） | 2496.0                           | 431.2                            | 2656.4                           | 5583.6                           |                |
| 2013年（平成25年） | 2577.3                           | 435.2                            | 2707.3                           | 5719.8                           |                |
| 2014年（平成26年） | 2610.3                           | 425.7                            | 2667.7                           | 5703.7                           |                |
| 2015年（平成27年） | 2656.0                           | 443.0                            | 2788.5                           | 5887.5                           |                |
| 2016年（平成28年） | 2691.2                           | 450.7                            | 2799.4                           | 5941.3                           |                |
| 2017年（平成29年） | 2751.3                           | 458.7                            | 2706.7                           | 5916.7                           |                |
| 2018年（平成30年） | 2786.8                           | 469.9                            | 2681.4                           | 5938.1                           |                |
| 2019年（令和元年） | 2883.6                           | 472.3                            | 2575.3                           | 5931.2                           |                |
| 2020年（令和2年）  | 2453.7                           | 313.5                            | 1754.0                           | 4521.2                           |                |

### 収入実績
南北線の収入実績を下表に記す。
- 表中、収入の単位は千円。数値は年度での値。表中、最高値を赤色で、最高値を記録した年度以降の最低値を青色で、最高値を記録した年度以前の最低値を緑色で表記している。

| 年度別収入実績     | 年度別収入実績           | 年度別収入実績           | 年度別収入実績           | 年度別収入実績           | 年度別収入実績           | 年度別収入実績      | 年度別収入実績    |
| 年度               | 旅客運賃収入：千円／年度 | 旅客運賃収入：千円／年度 | 旅客運賃収入：千円／年度 | 旅客運賃収入：千円／年度 | 旅客運賃収入：千円／年度 | 運輸雑収 千円／年度 | 総合計 千円／年度 |
| 年度               | 通勤定期                 | 通学定期                 | 定期外                   | 手小荷物                 | 合計                     | 運輸雑収 千円／年度 | 総合計 千円／年度 |
| ------------------ | ------------------------ | ------------------------ | ------------------------ | ------------------------ | ------------------------ | ------------------- | ----------------- |
| 1985年（昭和60年） |                          | ←←←←                     |                          |                          |                          |                     |                   |
| 1986年（昭和61年） | 1,272,019                | ←←←←                     | 1,561,105                | 0                        | 2,833,124                | 219,296             | 3,052,420         |
| 1987年（昭和62年） |                          |                          |                          |                          |                          |                     |                   |
| 1988年（昭和63年） |                          |                          |                          |                          |                          |                     |                   |
| 1989年（平成元年） |                          |                          |                          |                          |                          |                     |                   |
| 1990年（平成2年）  |                          |                          |                          |                          |                          |                     |                   |
| 1991年（平成3年）  |                          |                          |                          |                          |                          |                     |                   |
| 1992年（平成4年）  |                          |                          |                          |                          |                          |                     |                   |
| 1993年（平成5年）  |                          |                          |                          |                          |                          |                     |                   |
| 1994年（平成6年）  |                          |                          |                          |                          |                          |                     |                   |
| 1995年（平成7年）  |                          |                          |                          |                          |                          |                     |                   |
| 1996年（平成8年）  |                          |                          |                          |                          |                          |                     |                   |
| 1997年（平成9年）  |                          |                          |                          |                          |                          |                     |                   |
| 1998年（平成10年） | 1,896,100                | 201,113                  | 2,867,255                | 0                        | 4,964,468                | 354,850             | 5,319,318         |
| 1999年（平成11年） |                          |                          |                          |                          |                          |                     |                   |
| 2000年（平成12年） |                          |                          |                          |                          |                          |                     |                   |
| 2001年（平成13年） |                          |                          |                          |                          |                          |                     |                   |
| 2002年（平成14年） |                          |                          |                          |                          |                          |                     |                   |
| 2003年（平成15年） |                          |                          |                          |                          |                          |                     |                   |
| 2004年（平成16年） | 1,671,372                | 174,716                  | 2,577,749                | 0                        | 4,423,837                | 387,612             | 4,811,449         |
| 2005年（平成17年） |                          |                          |                          |                          |                          |                     |                   |
| 2006年（平成18年） |                          |                          |                          |                          |                          |                     |                   |

## 歴史
千里丘陵で開催された日本万国博覧会の会場アクセスのため1970年に江坂駅 - 万国博中央口駅間が開業。万博会場最寄駅の万国博中央口駅は、現在の大阪モノレール万博記念公園駅のすぐ北側の中国自動車道上の位置にあった。
開業当時の千里中央駅は現在位置ではなく、桃山台駅 - 現・千里中央駅間で分岐していた会場線上に設けられた仮設駅（現在の千里阪急ホテル前付近）で営業していた。万博終了後、会場線の分岐点 - 万国博中央口駅間が廃止され、現在の千里中央駅が正式開業した。
会場線の跡地には中国自動車道上り線が通っている。中国自動車道を暫定的に下り線用の敷地に対面2車線で開通させ、上り線用の敷地を借用していた。

### 年表
- 1967年（昭和42年）7月9日：運輸省に江坂駅 - 万博博中央口駅間の工事施工の認可を申請[5]。
- 1968年（昭和43年）
  - 3月22日：大阪市交通局と相互直通運転に関する基本協定を締結[5]。
  - 7月9日：運輸省から江坂駅 - 万博博中央口駅間の工事施工の認可を取得[6]。
  - 7月16日：江坂駅 - 万博博中央口駅間の起工式を実施[6]。
- 1969年（昭和44年）
  - 8月6日：桃山台車庫が完成する[5]。
  - 9月25日：桃山台車庫 - 新千里隧道間 (1.3 km) で試運転を開始[5]。
  - 12月3日：桃山台駅 - 江坂駅間 (3.9 km) で試運転を開始[7]。
  - 12月17日：全線で試運転を開始[7]。
- 1970年（昭和45年）
  - 2月24日：南北線・会場線 江坂駅 - 万国博中央口駅間 (9.0 km) が開業[7]。御堂筋線と直通運転を開始。開業当時は北大阪急行の車両は天王寺駅までの乗り入れであり、天王寺以南からの乗り入れは大阪市交通局（現在のOsaka Metro）の車両のみであった。
  - 9月14日：会場線 分岐点 - 万国博中央口駅間 (3.6 km) が廃止[7]。南北線 分岐点 - 千里中央駅間 (0.5 km) が開業。相前後して開業後初のダイヤ改正が実施され、北大阪急行の車両も天王寺駅 - 我孫子駅（当時の御堂筋線の終点駅）間に乗り入れを開始。
  - 12月15日：会場線 分岐点 - 万国博中央口駅間の撤去工事が終了[8]。
- 1975年（昭和50年）3月30日：緑地公園駅開業[9]。
- 1986年（昭和61年）7月1日：8000形電車運転開始[10]。
- 1987年（昭和62年）4月12日：9両編成の運行を開始[10]。
- 1989年（平成元年）3月8日：全線において自動閉塞区間の無絶縁化およびデジタルATC・緊急列車防護装置を導入[11]。
- 1993年（平成5年）
  - 自社線内冷房化率100%達成。
  - 10月1日：自社線車内でのテープ放送開始。
  - 10月2日：2000形電車運転終了。
- 1996年（平成7年）12月9日：10両編成の運行を開始[12]。
- 2014年（平成26年）
  - 3月31日：大阪府と箕面市、阪急電鉄、北大阪急行電鉄の4者が千里中央 - 箕面萱野間の延伸に合意[13]。
  - 4月28日：9000形電車運転開始[14]。
- 2016年（平成28年）
  - 4月15日：国土交通省に千里中央駅 - 箕面萱野駅間の工事施工の認可を申請[15]。
  - 11月25日：国土交通省から千里中央駅 - 箕面萱野駅間の工事施工の認可を取得[13]。
- 2017年（平成29年）1月19日：千里中央駅 - 箕面萱野駅間の工事着工[13][16]。
- 2018年（平成30年）7月24日：延伸区間の新設2駅の名称が、箕面船場阪大前駅（仮称：箕面船場駅）、箕面萱野駅（仮称：新箕面駅）に決定[17]｡
- 2024年（令和6年）3月23日：千里中央駅 - 箕面萱野駅間 (約2.5 km) が開業[2]。

## 延伸事業
長らく千里中央駅が終点であったが、さらに北へ、箕面市萱野までの約2.5kmを延伸する計画が立てられた。先行して開業した千里中央までの区間と同様、国道423号（新御堂筋）に沿うコースに敷設する計画であった。計画の実現により、延伸先の終点に箕面萱野駅、途中の船場団地付近に箕面船場阪大前駅の2駅が新設されることになった。なお、箕面萱野駅は阪急箕面線の箕面駅とは約1.8km離れた場所に設けられる。2018年（平成30年）6月5日、箕面市が仮称を新箕面駅としていた延伸区間の終点駅の候補駅名を「箕面萱野駅」、箕面船場駅としていた中間駅の候補駅名を「箕面船場阪大前駅」とすると発表した。営業主体の北大阪急行電鉄が国へ手続きを行い、同年7月24日にこの名称で正式決定した。
千里中央 - 萱野間の移動は、阪急バスが運行するバスの利用が主流であり、大幅な利便性の向上が期待されている。なお、延伸区間の開業に合わせて阪急バスの路線も一部が千里中央駅から箕面萱野駅を発着とする、ないし経由とするなど大幅な再編が行われた。

### 沿革
1968年（昭和43年）に箕面市の「総合計画」（旧・地方自治法第2条第4項）において、「（北大阪急行電鉄株式会社）高速鉄道１号線榎阪駅から府道御堂筋線に沿って国道１７１号線との交点までの新設路線の延伸」と起草されたのが記録に残っている延伸事業の端緒である。その後、1986年（昭和61年）の「第３次箕面市総合計画」において、「北大阪急行線や国道４２３号線（新御堂筋線）の延伸を促進する」と構想されるに至る。
これらを受け、1989年（平成元年）に運輸政策審議会「大阪圏における高速鉄道を中心とする交通網の整備に関する基本計画について」（答申第10号）において、「北大阪急行南北線の延伸線 千里中央 - 箕面中部間」が、「2005年（平成17年）までに整備に着手することが適当である区間」として位置づけられた。2004年（平成16年）10月には国土交通省近畿運輸局長の諮問機関・近畿地方交通審議会がとりまとめた「近畿圏における望ましい交通のあり方」（答申第8号）で、「京阪神圏において、中長期的に望まれる鉄道ネットワークを構成する新たな路線」の一つに位置づけられた。
不確定要素が多く、箕面市の計画に位置づけられてから約40年、国の答申に位置づけられてからは約20年間、具体的な話が進んでいなかったが、2008年（平成20年）8月24日投開票の箕面市長選挙において当選した倉田哲郎が市長として初登庁した際、「北大阪急行線を箕面まで延伸するため、1期目の間に事業化のめどを付けたい」「約20年前に計画ができてから、具体的に何も進んでいない。かけ声ばかりは嫌なので、国へ強く働きかけていきたい」「（初仕事として）明日さっそく国（国土交通省）に要望に行きたい」 と話すなど、意欲を示した。倉田は箕面市長就任後、新たに箕面市に「地域創造部北大阪鉄道延伸課」を発足させるほか、建設に備えた基金の積立を開始した。また、市と北大阪急行電鉄・大阪府・阪急電鉄の4者で、事業化に向けた協力を定める覚書を締結し、上記4者に国や学識経験者なども加えた「北大阪急行線延伸検討委員会」を組織して2年にわたり整備計画案の検討をおこなった。
2010年（平成22年）1月15日に「北大阪急行線延伸検討委員会」は、2018年の開通をめざす整備計画案を策定・公表した。その中では、終日8分間隔運転・初乗り運賃140 - 150円の前提で、一日あたりの需要を、中間駅の箕面船場（当時の仮称。後に箕面船場阪大前と駅名決定）まで約12,500人、終点の新箕面（当時の仮称。後に箕面萱野と駅名決定）まで約39,500人が想定されるとした。
北大阪急行電鉄と阪急電鉄は同委員会のメンバーであったが、2010年時点では、いずれも本件について会社としては公式の発表をおこなっていなかった。鉄道事業者側は建設の負担について慎重な姿勢を崩しておらず、親会社の阪急電鉄は「隣接する当社の千里線、箕面線への影響と対策が示されないと、参画の意思決定をできる段階にはならない」というスタンスであると報じられていた。
当時の大阪府知事の橋下徹は、2010年2月22日の箕面市議との意見交換会で「（市議会で）大阪（伊丹）空港廃止を決議してくれれば、北大阪急行の延伸は全力で支える」と述べた。
この間、箕面市は国土交通省との交渉を続けており、2010年末頃、補助率の高い社会資本整備総合交付金を延伸事業に導入することが認められた。これを受け、2012年（平成24年）3月には箕面市・北大阪急行電鉄・大阪府・阪急電鉄の4者で「北大阪急行線の延伸に係る事業調査に関する覚書」を締結し、社会資本整備総合交付金を活用して共同で本格的な事業調査を開始することとなった。2013年12月、箕面市長倉田哲郎との間で延伸事業化の協議が進んでいることを当時の大阪府知事松井一郎が公表した。
2014年（平成26年）3月31日には、延伸に向けた正式な事業化について大阪府・箕面市・北大阪急行電鉄・阪急電鉄の4者で基本的合意を締結し、開業目標を2020年度（この時点）とする北大阪急行線の延伸が実現へ向けて動き出した。この延伸の準備で所要車両数を増加させる必要もあり、北大阪急行電鉄では2014年より9000形を投入している。
2015年（平成27年）12月1日、国土交通省の運輸審議会は北大阪急行電鉄から出されていた延伸区間の軌道特許申請につき、「軌道法上問題となる点は認められないこと、利害関係人の異議申し立てがなされ又は予想されるような案件ではないこと」を確認したと発表し、事業化に近づいたと報じられた。
同年12月25日、大阪府箕面市方面、新箕面（当時の仮称。後の箕面萱野）駅までの延伸計画について、国土交通大臣から千里中央 - 箕面船場（当時の仮称。後の箕面船場阪大前）間の第一種鉄道事業の許可と箕面船場（後の箕面船場阪大前） - 新箕面（後の箕面萱野）間の軌道事業の特許を受け、2017年（平成29年）1月19日に着工した。箕面船場 - 新箕面間を軌道法による軌道としたのは、新御堂筋を通ることから一般国道423号の整備の名目として建設されるからである。
2018年（平成30年）6月5日、新設2駅の駅名案が発表され、仮称を箕面船場駅としていた中間駅を「箕面船場阪大前駅」、新箕面駅としていた終点駅を「箕面萱野駅」に駅名案の通り決定した。

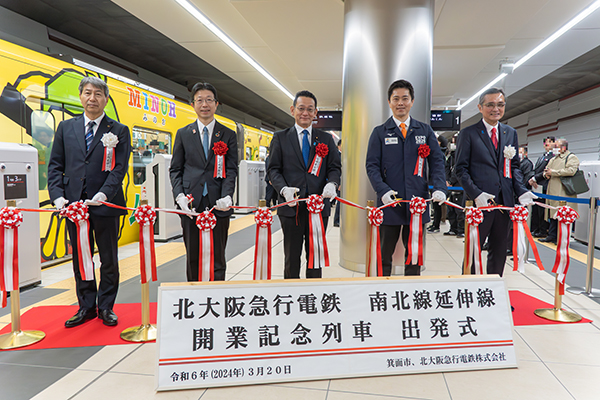
北大阪急行電鉄南北線延伸線開業記念列車出発式（	2024年3月20日）

2019年（令和元年）5月7日には、用地買収の遅れや工事中に見つかったコンクリート壁・土留壁の除去などによる工程見直しを理由に、開業時期を当初目標の2020年度から2023年（令和5年）度中へ延期すると発表された。2022年（令和4年）8月25日、開業時期が2023年度末（令和5年度末）になることが発表された。2023年（令和5年）8月23日、開業日が2024年（令和6年）3月23日になることが発表され、この開業日において延伸が実現した。
本延伸事業において箕面市は282億円負担しており、全て「北大阪急行南北線延伸整備基金」によって賄われているが、これは主に住之江競艇場での箕面市主催のボートレース収益金とふるさと納税などによる寄附金、およびそれらの運用益で構成されており、2023年10月にはボートレース収益金を基金に追加繰入したことにより借入残高に充当できるだけの財源を確保出来たことから繰り上げ返済を実施し、27年分の利子約1.6億円の負担を軽減することに成功している。
なお、延伸区間の呼称について、開業前はプレスリリース等において「南北線延伸線」あるいは「延伸線」という呼称が使われていたが、朝日インタラクティブのサイト『鉄道コム』が北大阪急行電鉄に取材したところによれば、これはあくまでも南北線の延伸区間であることをわかりやすくするための便宜上の呼称であり、正式には延伸区間も含めて「南北線」であるという。

### その他
沿線開発については、箕面船場阪大前駅付近への誘致活動が行われていた国立循環器病研究センターは、当地には建設されないことになった。その後、箕面市と大阪大学は「関西スポーツ科学・ヘルスケア総合センター（仮称）構想」を公表し、検討を進めている。

## 駅名標
以前の駅名標は親会社である阪急電鉄のそれに似た、ひらがな表示が大きいデザインのもの（ただし2000年代前半頃の阪急電鉄のものと同様にローマ字表記が全て大文字で、長音にはマクロンが添えられる）が使用されていた。ひらがな表示が大きいのは、親会社の阪急電鉄と同様に「子供に分かりやすくするため」であった。
2024年3月23日の延伸区間開業に際してサインシステムとともに駅名標も一新され、マルーンをベースに御堂筋線のラインカラーである赤をアクセントに取り入れた、漢字表示が大きくKITAKYUロゴが入った独自デザインのものに更新された。また、これと同時に駅ナンバリングの表示が青地に白抜き（ M ）または白地に青文字（ M ）から、御堂筋線と同じ赤地に白抜き（ M ）に統一され、ローマ字表記も小文字混じりかつマクロン無しに変更された。
なお、江坂駅はOsaka Metroの管轄駅のため対象外となっている。

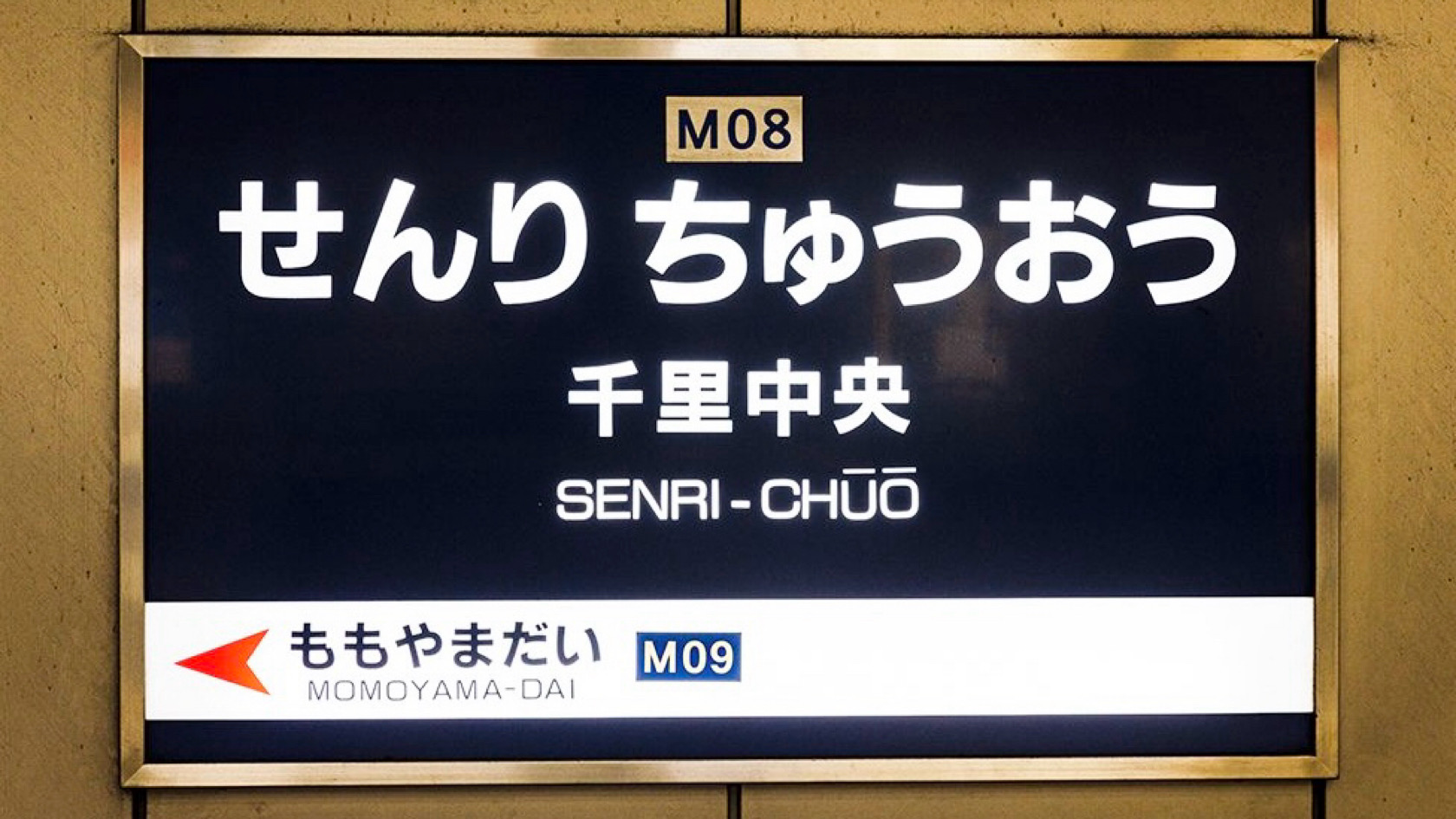
旧デザインの駅名標（千里中央駅）
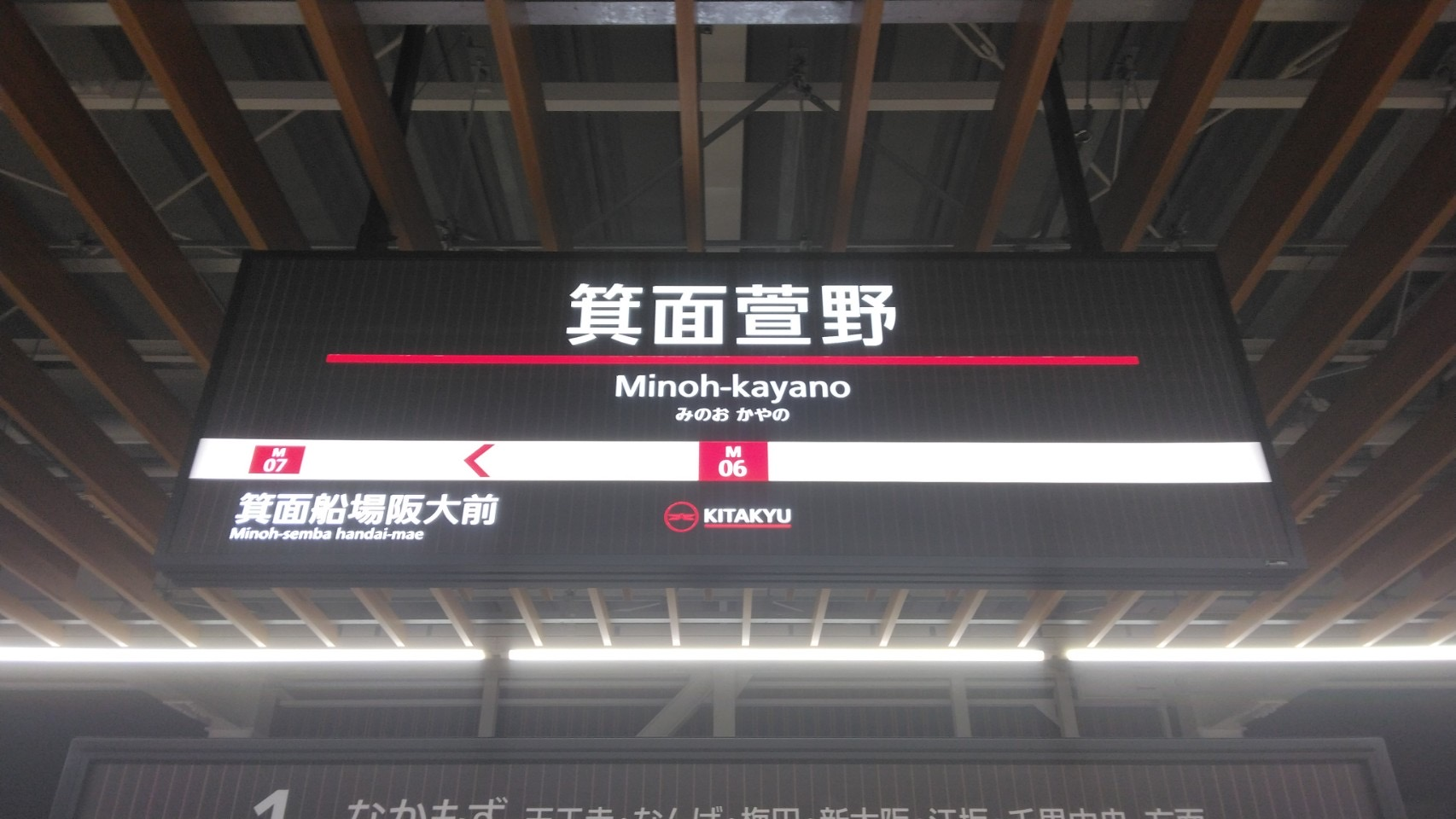
現行デザインの駅名標（箕面萱野駅）

## 駅一覧

### 営業中の区間
- 駅番号順に記述。正式な起点は江坂駅。駅番号は相互直通運転する御堂筋線との通し番号となる。
- 全駅大阪府内に所在。豊中市と吹田市を交互に行き交うのは両市の市境の屈曲のため[注釈 4]。南北線の線路はほぼ直線的である。

| 駅番号 | 駅名             | 駅間 キロ | 営業 キロ | 接続路線                                                | 地上／地下 | 所在地 |
| ------ | ---------------- | --------- | --------- | ------------------------------------------------------- | ---------- | ------ |
| M06    | 箕面萱野駅       | -         | 0.0       |                                                         | 地上       | 箕面市 |
| M07    | 箕面船場阪大前駅 | 1.1       | 1.1       |                                                         | 地下区間   | 箕面市 |
| M08    | 千里中央駅       | 1.4       | 2.5       | 大阪モノレール：大阪モノレール線（本線） (15)           | 地下区間   | 豊中市 |
| M09    | 桃山台駅         | 2.0       | 4.5       |                                                         | 地上区間   | 吹田市 |
| M10    | 緑地公園駅       | 2.0       | 6.5       |                                                         | 地上区間   | 豊中市 |
| M11    | 江坂駅           | 1.9       | 8.4       | 大阪市高速電気軌道： 御堂筋線（中百舌鳥駅まで直通運転） | 地上区間   | 吹田市 |

### 廃止区間（会場線）
（分岐点） - 千里中央駅 - 万国博中央口駅
- 路線免許は閉幕日の翌々日を以って失効するとされており、万博輸送のためだけに存在した路線であった。
- 線路跡地は中国自動車道として利用されている（「歴史」節を参照）。
- 当時の千里中央駅は仮設。分岐点は桃山台駅 - 千里中央駅間の千里中央駅に進入するトンネルの途中にあった。現在でも分岐していく会場線跡のトンネルを車窓から見ることができる。
- 直近では2024年12月11日の深夜（終電後）に、報道関係者向けに廃線跡の一部が公開された[50]。